# Dodekalitten
Dodekalitten (dän. der Dodekalith aus gr. δώδεκα- dōdeka- ‚Zwölf-‘ und λίθος líthos ‚Stein‘) ist ein im Bau befindliches Kunstwerk in Form eines Steinkreises bei Kragenæs auf der dänischen Insel Lolland.

## Das Kunstwerk
Das Werk besteht aus 12 Granitsäulen, die in einem Kreis von 40 Metern Durchmesser aufgestellt sind. Die Steine sind jeweils 7 bis 9 Meter hoch und wiegen 25 bis 45 Tonnen; die oberen 2 Meter sind als Köpfe gestaltet, die zur Kreismitte blicken. Aus 12 Sitzsteinen im Kreisinneren erklingt in den hellen Stunden des Tages computergenerierte elektroakustische Musik, die sich in Abhängigkeit von Umgebungsdaten (wie zum Beispiel Jahreszeit, Lichtsituation, Wetter und Gezeiten) ständig verändert. Der Steinkreis steht etwa 300 Meter von der Küste entfernt und bietet einen Ausblick auf das Smålandsfarvandet. In der Nähe liegen das Ganggrab Glentehøj und weitere bronzezeitliche Grabhügel.

## Die Künstler und die Idee

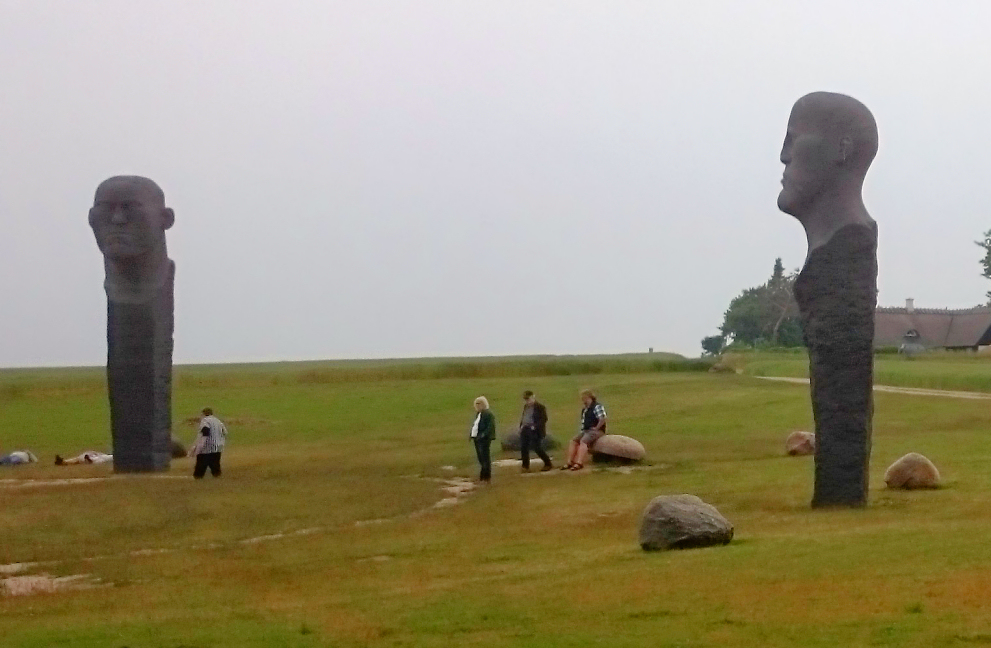
Zwei Steinsäulen (2015)

Die Grundidee für das Kunstwerk stammt vom Komponisten Gunner Møller Pedersen und dem Bildhauer Thomas Kadziola. Gunner Møller Pedersen erfand die Legende eines fiktiven Volkes, das vor 7500 Jahren nach Lolland einwandert, weil sein Ursprungsland nach dem Bosporus-Durchbruch im heutigen Schwarzen Meer untergeht (siehe Wassereinbruch in das Schwarze Meer).
Der erste Meißelschlag erfolgte im November 2010. Später zerstritten sich die beiden Künstler, und Pedersen verließ das Projekt 2016. Pedersen veröffentlichte daraufhin das Buch Dodekalitten. Drømmen om Lolerne  (deutsch Der Dodekalith. Der Traum von den Lolern). Die ersten fünf Jahre des Projekts werden im Film Dodekalitten, første 5 år 2009–2014 beschrieben.
2017 stieg der Komponist Wayne Siegel in das Kunstprojekt ein. Er programmierte und installierte die akustische Beschallung des Objekts.
Der Bildhauer Kadziola arbeitet derzeit weiter an dem Werk. Die Fertigstellung des Dodekaliths ist für 2025 geplant.